# تطحال
التَطْحال (بالإنجليزية: Splenosis)، يحدث نتيجة انقطاع في أنسجة الطحال الرئيسية وانغراسها في مكان آخر داخل الجسم. وهذا ما يسمى بالنقل الذاتي للطحال. يحدث بشكل شائع نتيجة تمزق الطحال أو جراحات البطن. اعتمادًا على موقع الطحال، تُغرس القطعة الجديدة عادةً في جزء آخر من تجويف البطن (بما في ذلك تجويف الحوض). توجد حالات فردية لحدوث التطحال في تجويف الصدر أو في الأنسجة تحت الجلد أو في الكبد أو في تجويف الجمجمة. يجب التمييز بين التطحال ووجود طحال إضافي فطري ناتج عن اختلافات في التطور الجنيني. بالإضافة إلى ذلك، يجب التمييز بين التطحال والأورام الخبيثة.

## التاريخ
تم وصف «نسيج الطحال المنتبذ» لأول مرة في عام 1896 بواسطة ألبريشت في ألماني، في حين تم استخدام مصطلح «التطحال» لأول مرة بواسطة بوشبيندر وليبكوفين لوصف النتائج التي توصلوا إليها في عام 1939

## الأسباب
يعتبر تمزق الطحال، من خلال إصابة مؤلمة (مثل حطام السيارة) أو جراحات البطن، وخاصة استئصال الطحال، أحد المتطلبات الضرورية لحدوث التطحال. قد يحدث التطحال في البطن في ما يصل إلى 65% من التمزقات المؤلمة للطحال. بينما التطحال في التجويف الصدري نادر، لأنه يتطلب تمزقًا متزامنًا مع الحجاب الحاجز. قد ينتج انغراس أنسجة الطحال تحت الجلد من جراحة البطن أو الجروح الناتجة عن طلقات نارية. يُفترض أن حدوث التطحال في الدماغ أو الكبد هو نتيجة انتقال قطع صغيرة من أنسجة الطحال عبر مجرى الدم.

## التشريح المرضي

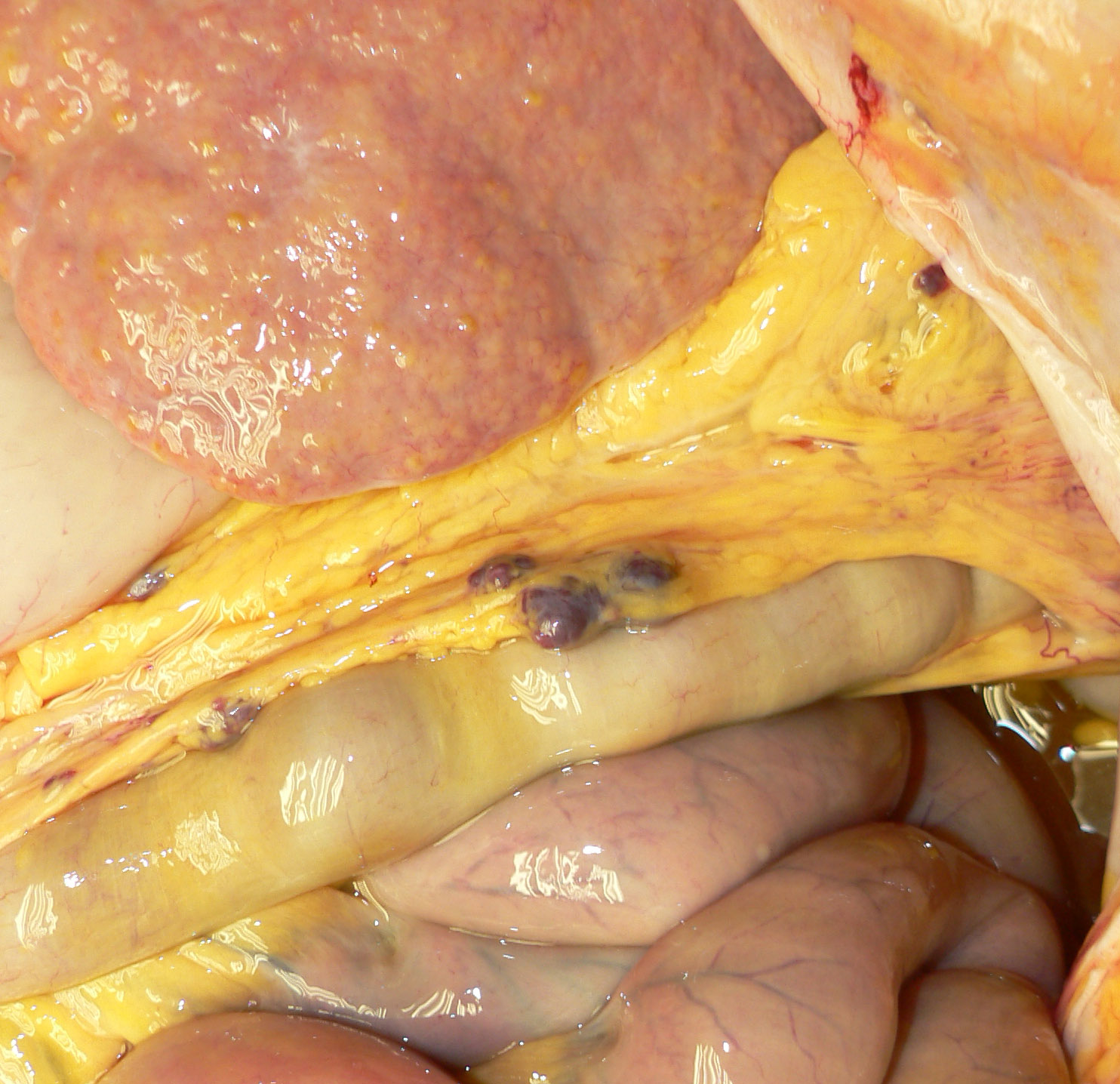
انغراس العديد من أنسجة الطحال في الأنسجة الرخوة للجزء العلوي الأيسر من البطن. حيث عانى الشخص من تمزق في الطحال أثناء تحطم سيارة وما تلاه من استئصال جراحي للطحال قبل أربع سنوات من التقاط هذه الصورة.

من الناحية المجهرية، يظهر الطحال كقطع فردية من نسيج أزرق محمر ذات شكل متغير، والتي يمكن أن تكون قليلة مثل قطعة واحدة وحتى 300، معظمها في تجويف البطن، وتتفاوت في الحجم من بضعة ملليمترات إلى كبيرة مثل 12سم. نظرًا لمحدودية التروية الدموية لهذه العقيدات، فإن الحجم النموذجي لحدة ث التطحال عادةً ما يكون أقل من 3 سم. يمكن أن تكون الغرسات عبارة عن قطع منفصلة أو تتصل بقطع أخرى من أنسجة الطحال بواسطة جذع رفيع. من الناحية النسيجية، تتكون أنسجة الطحال العادية من مضخة حمراء وبيضاء، تشبه بنية الطحال الإضافي.

## الأعراض
يمر حوالي عقد من الزمن بين الإصابة واكتشاف التطحال. تم الإبلاغ عن أقل من خمسة أشهر وما يصل إلى 32 عامًا. لا تظهر أي أعراض على معظم المصابين بتضخم الطحال، لذلك يُكتشف التطحال بالصدفة من خلال الفحص أو أثناء عملية تشخيص مرض آخر. يعاني بعض الأشخاص من أعراض، مثل آلام البطن أو انسداد الأمعاء أو النزف أو موه الكلية. يمكن أن يكون احتشاء الأنسجة بسبب نقص التروية سببًا للتطحال المصحوب بأعراض. تشمل أعراض التطحال التي تصيب التجويف الصدري أحيانًا نفث الدم أو التهاب الجنبة.

## التشخيص
غالبًا ما يتم إجراء التشخيص النهائي من خلال الخزعة والفحص النسيجي للأنسجة من قبل أخصائي علم الأمراض. يمكن أن تحاكي الغرسات المتعددة لأنسجة الطحال شكل بعض الحالات السرطانية. يمكن توضيح ذلك من خلال التصوير التشخيصي (على سبيل المثال، الموجات فوق الصوتية والأشعة المقطعية والتصوير بالرنين المغناطيسي).
على وجه الخصوص، يتم تمييز الطحال عن أشكال مختلفة من سرطان الغدد الليمفاوية، والسرطانات المنتشرة، وسرطان البطن والأنسجة الجنبية وأورام الكلى أو الكبد الأولية، وانتباذ بطانة الرحم أو الغدد الليمفاوية غير السرطانية المنتفخة.

## العلاج
غالبًا ما يكون علاج التطحال غير ضروري، لأنه حميد وعادة بدون أعراض. بالنسبة للأشخاص الذين يعانون من الأعراض، يمكن إزالة أنسجة التطحال عن طريق الجراحة.

## علم الأوبئة
يعتبر التطحال أكثر شيوعًا عند الذكور منه لدى الإناث، وربما يرجع ذلك إلى زيادة تكرار الصدمات الجسدية التي يعاني منها الرجال.